# 少弐資能
少弐 資能（しょうに すけよし）は、鎌倉時代前期から中期にかけての武将・御家人。少弐氏2代当主。

## 略歴
当時武藤氏は大宰府の責任者として大宰少弐の地位にあったため、資能の代から少弐姓を名乗るようになったという。
資能は北九州に大きな勢力を持ち、幕府の鎮西奉行として、文永5年（1268年）、元の使者の対応にも当たっている。文永の役直前に出家して覚恵と号し家督を長男の経資に譲ったが、老齢の身でありながら自身も九州の総司令官として参戦し、元軍の侵攻を阻止し撃退することに成功する。
弘安4年（1281年）の弘安の役にも老齢の身を押して出陣した。壱岐島の戦いでは元軍を相手に奮戦し、壱岐島から元軍を駆逐した。しかし、この時の負傷がもとでまもなく死去したという。享年84。大応国師南浦紹明は、導師として太宰府横岳崇福寺において葬儀を執り行った。
なお、仁治3年（1242年）に、円爾（聖一国師）が博多に承天寺
を開く際に、資能は寺地数万坪を寄進した。
太宰府市の観世音寺の北にある観世音寺四十九子院跡のひとつといわれる安養寺の跡地の一角には、武藤資頼墓と伝えられる五輪塔と少弐資能の供養塔(宝篋印塔)が並んで建っている。